# Kowloon City (kerület)
Kowloon City (kínaiul: 九龍城區, jűtphing (jyutping): gau2 lung4 sing4 keoi1, magyaros: Kaulung Színg khöü) Hongkong egyik kerülete, mely Kaulung (Kowloon) városrészhez tartozik. Itt volt megtalálható a hírhedt Kowloon Walled City, melyet lebontottak, helyén ma park áll. Ugyancsak itt található a Khajtak (Kai Tak) repülőtér, Hongkong korábbi nemzetközi repülőtere, mely arról volt híres, hogy nagyon nehéz volt itt leszállni a pilótáknak.